# 中郷村 (長野県)
中郷村（なかさとむら）は、長野県上水内郡にあった村。
現在の飯綱町中部にあたる。本項では発足時の名称である牟礼村（第1次。2005年まで存在した第2次牟礼村とは別の自治体）についても述べる。

## 地理
- 山：髻山
- 河川：鳥居川

## 歴史
- 1889年（明治22年）4月1日 - 町村制の施行により、牟礼村・黒川村・小玉村・平出村および豊野村（福井組・番匠屋敷組・狐沢組）の区域をもって牟礼村（第1次）が発足。
- 1890年（明治23年）5月17日 - 牟礼村（第1次）が中郷村に改称。
- 1955年（昭和30年）4月1日 - 高岡村と合併して牟礼村（第2次）が発足。同日中郷村廃止。

## 交通

### 鉄道路線
- 日本国有鉄道
  - 信越本線
    - 牟礼駅

### 道路
- 国道18号

### 教育
- 中郷小学校
- 中郷中学校